# 经济萧条
经济萧条（英語：economic depression）是在一个或多个经济体在各方面的经济活动持续长期下滑的结果。它比经济衰退更为严重。
经济萧条是一种不同寻常的极端衰退形式。经济萧条的特点是：
- 持续时间非常长，
- 失业率异常大幅上升，
- 信贷可用性下降（通常是由于某种形式的银行业或金融危机），
- 经济产出大幅减少（由于需求干涸而供应减少，供应商减少生产和投资），
- 大量破产包括主权债务违约，
- 贸易和商业（特别是国际贸易）数量显着减少，
- 高度不稳定的相对货币价值波动（通常是由于货币贬值）。价格通缩，金融危机和银行倒闭是经济萧条的常见因素，却通常不会在经济衰退时出现。